# Torneo di Wimbledon 1889 - Singolare femminile
Lottie Dod non ha difeso il titolo conquistato l'anno precedente, così non si è disputato il Challenge Round e il titolo è andato alla vincitrice del torneo preliminare.
Blanche Bingley Hillyard ha battuto in finale Lena Rice per 4-6, 8-6, 6-4 conquistando così il secondo titolo a Wimbledon su quattro finali consecutive.
Hillyard salvò due match point durante l'incontro per il titolo, Rice che giocava con un servizio forte e un buon dritto è stata tradita dal suo debole rovescio incrociato che non fu all'altezza dell'avversaria.

## Tabellone

### Legenda
| - Q = Qualificato - WC = Wild card - LL = Lucky loser | - ALT = Alternate - SE = Special Exempt - PR = Protected Ranking | - w/o = Walkover - r = Ritirato - d = Squalificato |

### Fase preliminare
|  | Quarti di finale | Quarti di finale | Quarti di finale | Quarti di finale | Quarti di finale |  |  | Semifinali      | Semifinali      | Semifinali      | Semifinali      | Semifinali |   |   | Finale    | Finale    | Finale | Finale | Finale |  |
|  |                  |                  |                  |                  |                  |  |  |                 |                 |                 |                 |            |   |   |           |           |        |        |        |  |
|  |                  |                  |                  |                  |                  |  |  |                 |                 |                 |                 |            |   |   |           |           |        |        |        |  |
|  |                  |                  |                  |                  |                  |  |  | Lena Rice       | Lena Rice       | Lena Rice       | 6               | 6          |   |   |           |           |        |        |        |  |
|  | May Jacks        | May Jacks        | May Jacks        | 6                | 6                |  |  | May Jacks       | May Jacks       | May Jacks       | 2               | 0          |   |   |           |           |        |        |        |  |
|  | Mary Steedman    | Mary Steedman    | Mary Steedman    | 4                | 2                |  |  |                 |                 |                 |                 |            |   |   | Lena Rice | Lena Rice | 6      | 6      | 4      |  |
|  | Blanche Bingley  | Blanche Bingley  | Blanche Bingley  | 6                | 6                |  |  |                 |                 | Blanche Bingley | Blanche Bingley | 4          | 8 | 6 |           |           |        |        |        |  |
|  | Annie Rice       | Annie Rice       | Annie Rice       | 3                | 0                |  |  | Blanche Bingley | Blanche Bingley | Blanche Bingley | 8               | 6          |   |   |           |           |        |        |        |  |
|  |                  |                  |                  |                  |                  |  |  | Bertha Steedman | Bertha Steedman | Bertha Steedman | 6               | 1          |   |   |           |           |        |        |        |  |
|  |                  |                  |                  |                  |                  |  |  |                 |                 |                 |                 |            |   |   |           |           |        |        |        |  |